# إبرة الخياطة

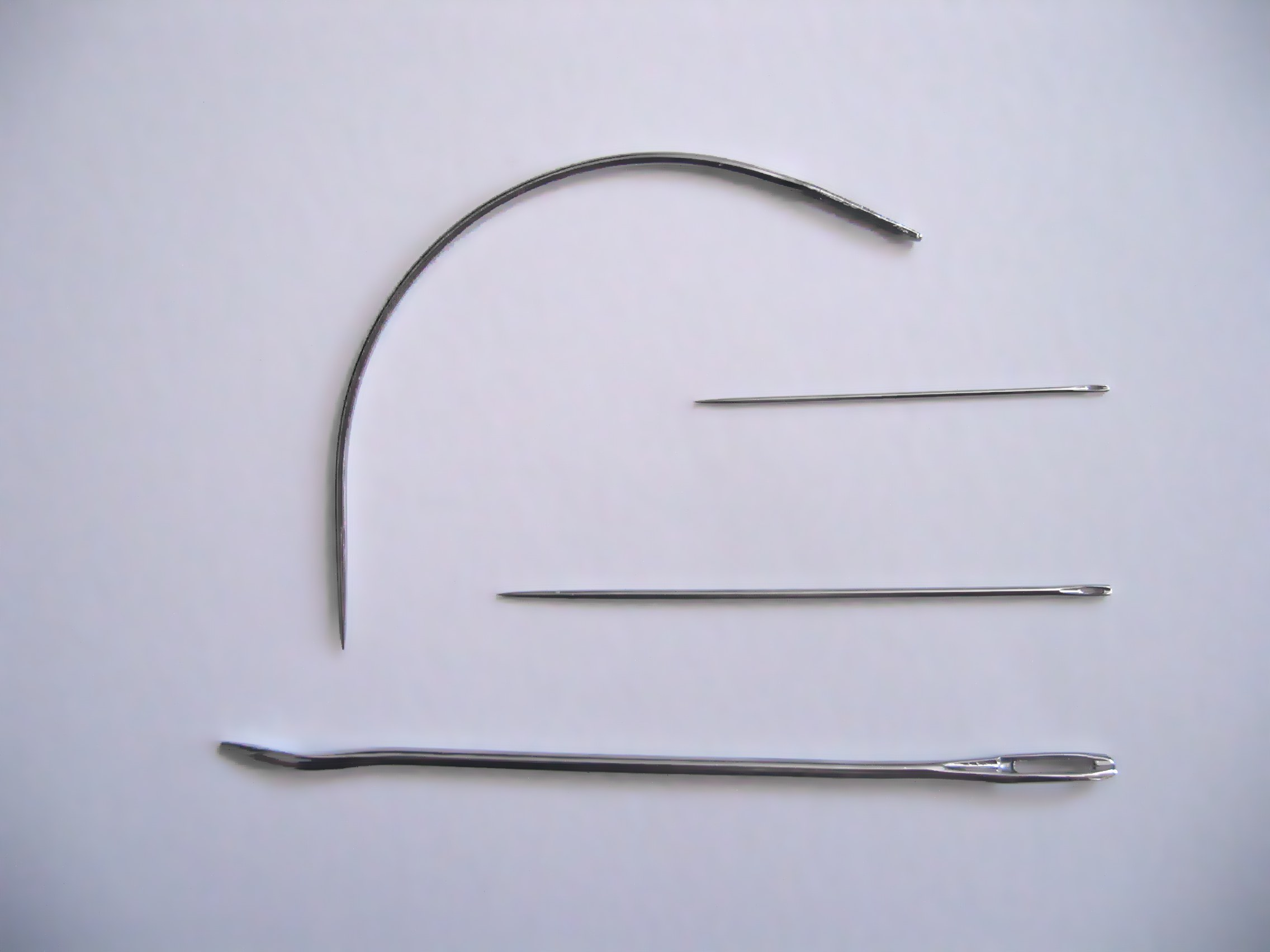
أبر خياطة مختلفة الحجم.

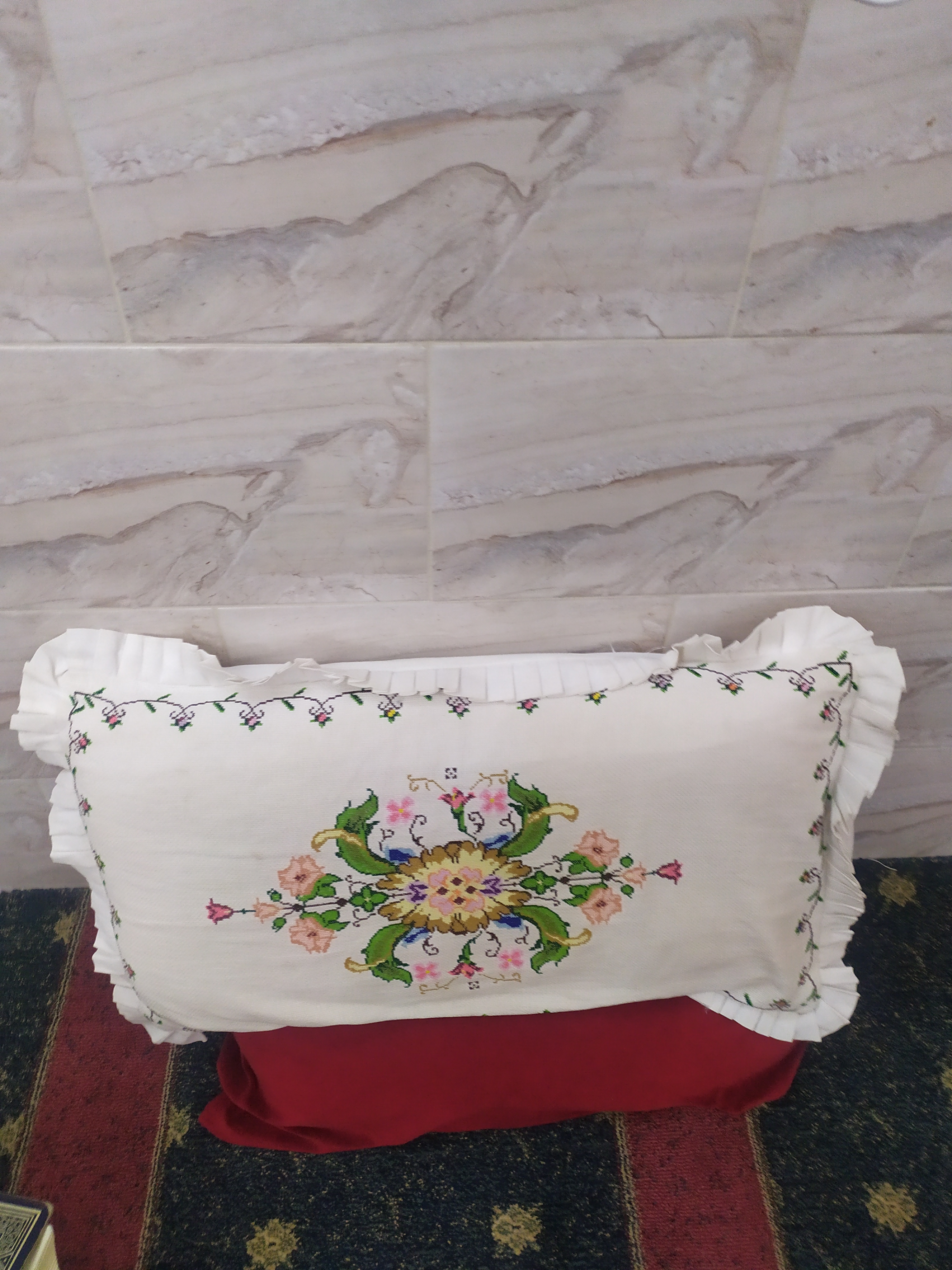
خياطة وسادة يدوي مطرزة من خيوط الحرير

الإبرة (الجمع: إِبَر) أداة معدنية رفيعة الشكل وتكون بأطوال مختلفة توجد فتحة صغيرة في أحد أطرافها ويكون طرفها الأخر مدبب ليسهل غرزه، تستخدم لخياطة الأقمشة والثياب، أو لخياطة جلود الأحذية.
حاليا تصنع الإبر من مادة حديد الستيل، وسابقا منذ العصر الحجري كانت الإبر تصنع من عظام بعض الحيوانات أو الأسماك أو من أغصان بعض النباتات.ويقال ان الصينيين أول من استخدم الإبر الصلب ثم انتقلت بعد ذلك إلى الغرب. بدأت صناعة الإبر في نورمبرج (القرن 14) وصنع (1785) أول قضيب من الصلب آليا ثم صنع للإبرة ثقب (1826)وفى 1870 أصبحت الصناعة كلها آلية تقريبا. وأنواع الإبر تربى على 250 نوعا معظمها من الكروم الصلب. والصلب غير القابل للصدأ، وتشتهر إنجلترا بصناعة الإبر اليدوية الدقيقة والولايات المتحدة بابر الماكينات.
وللخياطة يمرر الخيط من الفتحة الرأسية وتعمل حبكة على قطعتي القماش المراد وصلها وخياطتها أو لخياطة الأزرار.
هناك أنواع مختلفة من الإبر منها:
- أبر الخياطة اليدوية.
- أبر الخياطة بالماكينات.
- الإبر المعقوفة لخياطة الجروح.
- الإبر الطبية لزرق الحقن.

## الإبرة في القرآن
ذُكِرتْ الإبرة في القرآن بلفظ «خِياط» وذُكِرَ ثقب الإبرة بلفظ «سَمّ» في سورة الأعراف
(إن الذين كذبوا بآياتنا واستكبروا عنها لا تفتح لهم أبواب السماء ولا يدخلون الجنة حتى يلج الجمل في سَمِّ الخياط): والجمل هو البعير المعروف للعرب، ضرب به المثل لأنه أشهر الأجسام في الضخامة في عُرْف العرب.والجمل بضم الجيم، وتشديد الميم، يعني: الحبل الغليظ أو قلوس السفن. والخِياط هو المِخْيط - بكسر الميم وهو آلة الخِياطة المسمى بالإبرة، والفِعال وَردَ اسماً مرادفاً للمِفْعَل في الدلالة على آلة الشيء كقولهم حِزام ومِحْزم، وإزار ومِئْزر، ولِحاف ومِلحف، وقِناع ومِقنع.